# Динавар
Динавар (иногда ошибочно Дайнавар; перс. دینور‎) — город, который играл важную роль в первые века распространения ислама. Ныне разрушен, а его руины находятся к северо-востоку от современного Керманшаха, на возвышенной равнине (1600 м над уровнем моря), которую пересекает река, названная путешественником Абу Дулафом (X век) «рекой Динавара».
Динавар был основан в центре древней Мидии в ранний период правления Селевкидов. Во времена Сасанидской империи город стал важным укреплённым пунктом. В нём также находилась резиденция Мадкайского епископа сирийских христиан. Во время завоевания Персии арабы в 642 году разбили персов при Нехавенде, а затем двинулись в сторону Динавара. После взятия города этот регион получил название Мах аль-Куфа (араб. ماه الكوفة‎), а соседняя область с центром в Нехавенде стала называться Мах аль-Басра (араб. ماه البصرة‎).
Арабские географы описывали Динавар как процветающий город. Согласно Ибн Хаукалю, Динавар был размером как две трети города Хамадан, но превзошёл его в количестве учёных и литераторов, среди которых были Ибн Кутайба и Абу Ханифа ад-Динавари. Аль-Мукаддаси назвал этот город «элегантным» (ظريفة‎) и упомянул, что все его жители следуют мазхабу Суфьяна ас-Саури. Соборная мечеть Динавара была построена из камня по указанию местного правителя курдского происхождения Хасануи (Хасанвейх) ибн Хусейна. Динавар фактически был столицей владения Хасануидов и был разграблен дейлемитами под руководством Мардавиджа в 931 году, но потом сумел вновь стать процветающим городом.
Судя по записям Якута аль-Хамави, к началу XIII века Динавар пришёл в упадок. В 568 году хиджры (1172 или 1173 год) город был разграблен туркменами-огузами из племени ивэ. Согласно «Нузхат аль-кулуб» Казвини, в XIV веке Динавар был маленьким городком в плодородном регионе, но к концу века был опустошён Тамерланом и с тех пор остаётся в разрушенном состоянии.